# Zombilation - The Greatest Cuts
Zombilation - The Greatest Cuts utkom den 20 februari 2009 och är ett samlingsalbum från Lordi på tre skivor.

## Låtlista
1. Hard Rock Hallelujah
2. Bite it like a bulldog
3. Who's Your Daddy?
4. Devil is a loser
5. Blood red Sandman
6. Get Heavy
7. They Only Come out at night
8. My Heaven is your Hell
9. Beast loose in paradise
10. Deadache
11. Would You Love a Monsterman?
12. Bringing back the balls to rock
13. Forsaken Fashion Dolls
14. Supermonstars (The Anthem Of The Phantoms)
15. The Children of the Night
16. Rock The Hell Outta You
17. Pet the destroyer
18. Monster monster
19. It Snows in Hell
20. Mr Killjoy
21. Evilove
22. Dont let my mother know
23. Pyromite
24. To hell with pop

Även 11 låtar från när Lordi sjöng live in Stockholm, en DVD med showen från Market Square och Lordis kortfilm The Kin, plus musikvideor och eurovisionspecial.